# Ministère de l'Intérieur (Colombie)
Pour les articles homonymes, voir Ministère de l'Intérieur.
Le Ministère de l'Intérieur (espagnol : Ministerio de Interior) est le ministère colombien responsable de la coordination générale des politiques de participation citoyenne, de décentralisation, d'ordonnancement territorial, des affaires politiques et législatives, de l'ordre public (avec le ministère de la Défense nationale), des processus électoraux, des minorités ethniques, des populations déplacées, des communautés religieuses, des LGBTIQ population et des droits humains.
Le ministre de l'Intérieur est nommé par le Président de la République et occupe la première place dans l'ordre de préséance ministérielle et les départements administratifs. Il est connu dans les médias journalistiques sous le nom de "Ministère de la Politique" en raison de ses relations directes avec le Congrès et les partis politiques.

## Liste des ministres de l'Intérieur
| Durée                                | Ministre                    | Parti                          | Président                  |
| ------------------------------------ | --------------------------- | ------------------------------ | -------------------------- |
| 7 août 1970 – 17 novembre 1970       | Joaquín Vallejo Arbeláez    | Parti libéral                  | Misael Pastrana            |
| 17 novembre 1970 – 16 octobre 1972   | Abelardo Forero Benavides   | Parti conservateur             | Misael Pastrana            |
| 16 octobre 1972 – 7 août 1974        | Roberto Arenas Bonilla      | Parti conservateur             | Misael Pastrana            |
| 7 août 1974 – 7 août 1976            | Cornelio Reyes              | Parti libéral                  | Alfonso López Michelsen    |
| 1976 - 1977                          | Rafael Pardo Buelvas        | Parti libéral                  | Alfonso López Michelsen    |
| 1977 - 7 août 1978                   | Alfredo Araújo Grau         | Parti libéral                  | Alfonso López Michelsen    |
| 7 août 1978 – 15 mai 1981            | Germán Zea Hernández        | Parti libéral                  | Julio César Turbay Ayala   |
| 15 mai 1981 – 7 août 1982            | Jorge Mario Eastman         | Parti libéral                  | Julio César Turbay Ayala   |
| 7 août 1982 – 7 août 1984            | Rodrigo Escobar Navia       | Parti conservateur             | Belisario Betancur Cuartas |
| 7 août 1984 – 7 août 1986            | Jaime Castro Castro         | Parti libéral                  | Belisario Betancur Cuartas |
| 7 août 1986 – 1er mai 1987           | Fernando Cepeda Ulloa       | Parti libéral                  | Virgilio Barco Vargas      |
| 1er mai 1987 – 1er février 1989      | César Gaviria               | Parti libéral                  | Virgilio Barco Vargas      |
| 1er février 1989 – 7 août 1989       | Raúl Orejuela Bueno         | Parti libéral                  | Virgilio Barco Vargas      |
| 7 août 1989 – 7 août 1990            | Carlos Lemos Simmonds       | Parti libéral                  | Virgilio Barco Vargas      |
| 7 août 1990 – 7 août 1991            | Julio César Sánchez         | Parti libéral                  | César Gaviria              |
| 7 août 1991 – 7 août 1993            | Humberto De la Calle        | Parti libéral                  | César Gaviria              |
| 7 août 1993 – 7 août 1994            | Fabio Villegas              | Parti libéral                  | César Gaviria              |
| 7 août 1994 – 28 janvier 1997        | Horacio Serpa Uribe         | Parti libéral                  | Ernesto Samper             |
| 7 août 1997 – 28 janvier 1998        | Carlos Holmes Trujillo      | Parti libéral                  | Ernesto Samper             |
| 28 janvier 1998 – 7 août 1998        | Alfonso López Caballero     | Parti libéral                  | Ernesto Samper             |
| 7 août 1998 – 7 août 2000            | Néstor Humberto Martínez    | Changement radical             | Andrés Pastrana Arango     |
| juin 2000 - juin 2001                | Humberto De la Calle        | Parti libéral                  | Andrés Pastrana Arango     |
| 7 août 2000 – 7 août 2002            | Armando Estrada Villa       | Parti conservateur             | Andrés Pastrana Arango     |
| 7 août 2002 – 7 août 2004            | Fernando Londoño            | Parti conservateur             | Álvaro Uribe               |
| 7 août 2004 – 22 août 2006           | Sabas Pretelt de la Vega    | Parti conservateur             | Álvaro Uribe               |
| 22 août 2006 – 20 juin 2008          | Carlos Holguín Sardi        | Parti conservateur             | Álvaro Uribe               |
| 20 juin 2008 – 7 août 2010           | Fabio Valencia Cossio       | Parti conservateur             | Álvaro Uribe               |
| 7 août 2010 – 17 mai 2012            | Germán Vargas Lleras        | Changement radical             | Juan Manuel Santos         |
| 17 mai 2012 – 3 septembre 2012       | Federico Renjifo            | Parti libéral                  | Juan Manuel Santos         |
| 3 septembre 2012 – 11 septembre 2013 | Fernando Carrillo Flórez    | Parti libéral                  | Juan Manuel Santos         |
| 11 septembre 2013 – 7 août 2014      | Aurelio Iragorri Valencia   | Parti social d'unité nationale | Juan Manuel Santos         |
| 7 août 2014 – 25 mai 2017            | Juan Fernando Cristo Bustos | Parti libéral                  | Juan Manuel Santos         |
| 26 mai 2017 – 7 août 2018            | Guillermo Rivera Flórez     | Parti libéral                  | Juan Manuel Santos         |
| 7 août 2018 - 15 février de 2020     | Nancy Patricia Gutiérrez    | Changement radical             | Iván Duque                 |
| 15 février 2020 - 1er janvier 2021   | Alicia Arango               | Centre démocratique            | Iván Duque                 |
| 1er janvier 2021 - 7 août 2022       | Daniel Palacios             | Centre démocratique            | Iván Duque                 |
| 7 août 2022 - 26 avril 2023          | Alfonso Prada               | Parti social d'unité nationale | Gustavo Petro              |
| 26 avril 2023 - 3 juillet 2024       | Luis Fernando Velasco       | Parti libéral                  | Gustavo Petro              |
| 3 juillet 2024 - en cours            | Juan Fernando Cristo        | En marche                      | Gustavo Petro              |